# Animación (alma)

Las etapas iniciales del desarrollo embrionario humano.

En religión y en filosofía antigua, animación (dotar o imbuir con un alma o anima, ocasionalmente llamada enalmación) es el momento en que un humano u otro ser adquiere un alma. Es un concepto filosófico y teológico de la Antigüedad que postulaba que el cuerpo adquiere "alma" en un momento determinado del desarrollo embrionario aunque nunca existió unanimidad sobre cuándo era ese momento; fue utilizado especialmente en debates morales y religiosos previos a la biología científica. Este es el uso más antiguo del término animación, aunque no el uso más popular hoy en día.
Algunos sistemas de creencias sostienen que el alma se crea de forma nueva dentro del niño en desarrollo; otros, especialmente en religiones que creen en la reencarnación, afirman que el alma preexiste y entra en el cuerpo en una etapa específica del desarrollo.
En tiempos de Aristóteles, era ampliamente aceptado que el alma humana ingresaba al cuerpo en formación a los 40 días de gestación en el caso de embriones masculinos, y a los 90 días en los femeninos. La vivificación (percepción de los primeros movimientos fetales) se consideraba una señal de que el alma ya estaba presente.
Otras posturas religiosas sostienen que la animación ocurre en el momento de la concepción; o cuando el niño da su primera respiración tras el nacimiento;  durante la formación del sistema nervioso y el cerebro; con la primera señal detectable de actividad cerebral; o cuando el feto es capaz de sobrevivir de forma independiente fuera del útero (viabilidad).
El concepto está estrechamente vinculado a los debates sobre la moralidad del aborto y la moralidad de la anticoncepción. Las creencias religiosas que atribuyen una sacralidad intrínseca a la vida humana han motivado numerosas declaraciones por parte de líderes espirituales de diversas tradiciones a lo largo del tiempo. Sin embargo, varias figuras religiosas han argumentado que ciertos tipos de vida sin alma —en distintos contextos— también poseen un valor moral que debe ser tenido en cuenta.

## Antiguos griegos

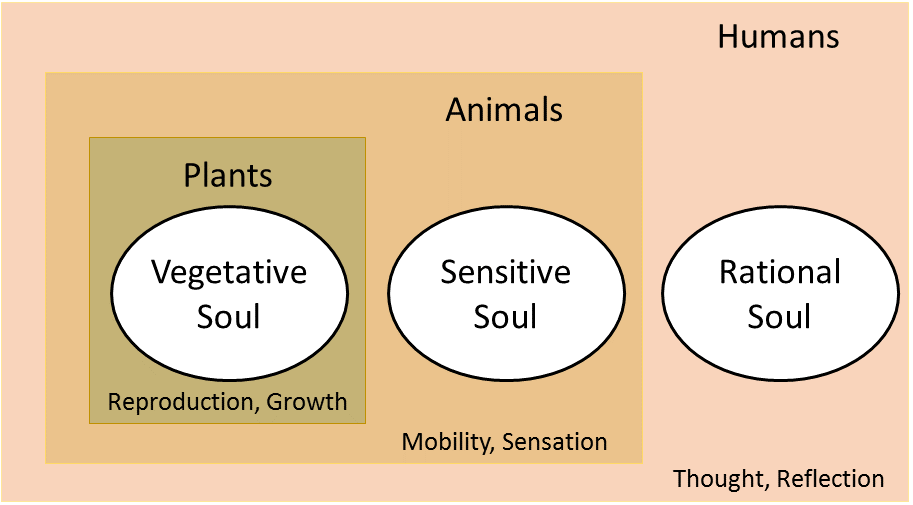
Representación del alma según Aristóteles

Entre los pensadores griegos, Hipócrates (c. 460 – c. 370 a. C.) sostenía que el embrión era el resultado del semen masculino y un factor femenino. Sin embargo, Aristóteles (384 – 322 a. C.) afirmaba que solo el semen masculino generaba el embrión, mientras que la mujer solo proporcionaba el lugar para su desarrollo, una idea que heredó del pitagorismo y su visión preformacionista.
Aristóteles creía que el feto, en sus primeras etapas de gestación, poseía inicialmente un alma vegetal, luego un alma animal, y solo más tarde recibía el alma racional humana a través del proceso de animación. Según él, la animación ocurría 40 días después de la concepción en los fetos masculinos y 90 días después en los femeninos, momento en que, según se creía, se percibían por primera vez los movimientos en el útero y el embarazo se volvía evidente.
Este enfoque se denomina epigénesis, es decir, “la teoría según la cual el germen se constituye progresivamente mediante adiciones sucesivas, y no es simplemente desarrollado a partir de una forma ya existente”, en contraposición al preformacionismo, que postula “la supuesta existencia de todas las partes del organismo en forma rudimentaria dentro del óvulo o la semilla”. La embriología moderna, que ha mostrado que un organismo comienza con un código genético heredado y que las células madre embrionarias pueden desarrollarse epigenéticamente en diversos tipos celulares, puede considerarse un punto intermedio entre ambas posturas.
El estoicismo sostenía que el alma animal viviente se recibía solo al nacer, mediante el contacto con el aire exterior, y que esta se transformaba en alma racional únicamente a los catorce años de edad.
El epicureísmo consideraba que el alma —compuesta solo por un pequeño número de átomos incluso en los adultos— se originaba al mismo tiempo que la concepción.
El pitagorismo, por su parte, también consideraba que la animación tenía lugar en el momento de la concepción.: 109 

## Cristianismo

### Desarrollo histórico e Iglesia católica
Desde el siglo XII, cuando Occidente empezó a conocer más de Aristóteles que solo sus obras de lógica, las declaraciones medievales de papas y teólogos sobre la animación se basaron en la hipótesis aristotélica. La visión epigenética de Aristóteles sobre principios vitales sucesivos ("almas") en un embrión humano en desarrollo —primero un alma vegetativa, luego una sensitiva o animal, y finalmente un alma intelectiva o humana, siendo los niveles superiores capaces de ejecutar también las funciones de los inferiores—fue la visión predominante entre los primeros cristianos, incluidos Tertuliano, Agustín y Jerónimo. Lars Østnor dice que esta visión solo fue "anticipada" por Agustín, quien pertenece a un periodo posterior al del cristianismo primitivo. Según David Albert Jones, esta distinción apareció entre los escritores cristianos recién a fines del siglo IV y comienzos del V, mientras que los escritores anteriores no hacían distinción entre fetos formados y no formados, una distinción que San Basilio de Cesarea rechazó explícitamente.: 72–73  Mientras que el texto hebreo de la Biblia solo requería una multa por la pérdida de un feto, independientemente de su etapa de desarrollo, la traducción griega Septuaginta (LXX) del texto hebreo —una traducción precristiana utilizada por los primeros cristianos— introdujo una distinción entre un feto formado y uno no formado, y trataba la destrucción del primero como asesinato.: 9, 24  Se ha comentado que "la LXX podría haberse utilizado fácilmente para distinguir fetos humanos de no humanos y abortos homicidas de no homicidas, sin embargo, los primeros cristianos, hasta la época de Agustín en el siglo V, no lo hicieron."
La visión de los primeros cristianos sobre el momento de la animación también se ha dicho que no fue la aristotélica, sino la pitagórica:

Ya en tiempos de Tertuliano, en el siglo III, el cristianismo había absorbido la visión griega pitagórica de que el alma era infundida en el momento de la concepción. Aunque esta visión fue confirmada por San Gregorio de Nisa un siglo después, no pasaría mucho tiempo antes de que fuese rechazada en favor de la noción, tomada de la Septuaginta, de que solo un feto formado poseía alma humana. Si bien Agustín especuló si podría haber "animación" antes de la formación, determinó que el aborto solo podía definirse como homicidio una vez ocurrida dicha formación. No obstante, en común con todo el pensamiento cristiano primitivo, Agustín condenó el aborto desde el momento de la concepción.: 40 

San Máximo el Confesor, en su refutación de la teoría origenista de la preexistencia, expone en sus *Ambigua* una postura deductiva que refuta tanto la teoría de la preexistencia como la teoría de la animación retardada propias de su tiempo. La premisa general de sus argumentos es la prioridad del “llegar-a-ser” sobre el “estar-en-movimiento”: «Todo movimiento, en otras palabras, se despliega en patrones simples y compuestos. Si, entonces, el llegar-a-ser debe necesariamente ser postulado antes de que los seres puedan comenzar a moverse, se sigue que el movimiento es posterior a la manifestación del ser».
Además, al argumentar que el cuerpo y el alma constituyen una unidad sustancial, san Máximo razona también contra la teoría de la animación retardada:
«Por tanto, en la medida en que el alma y el cuerpo son partes del ser humano, no es posible que ni el alma ni el cuerpo existan antes o después del otro en el tiempo, de otro modo se destruiría lo que se conoce como el principio de relación recíproca».
San Máximo, en el Ambiguum 42, desarrolla con mayor detalle los argumentos contra la preexistencia del alma y la teoría de la animación retardada, a través de tres digresiones separadas. En la primera de ellas argumenta contra la preexistencia del alma:
cualquier cosa que ya sea una substancia individual completa no puede entrar en composición con otra para formar un nuevo todo sustancial sin sufrir corrupción.
La doctrina de la preexistencia postula que el alma es una substancia individual completa antes de su unión con el cuerpo.
Por tanto, según el santo, el alma preexistente no puede unirse al cuerpo para formar una nueva substancia humana sin sufrir corrupción, lo cual es absurdo. Además, argumenta que un todo substancial natural debe originarse a partir de la generación simultánea de sus partes esenciales, tal como ya había afirmado en el Ambiguum 7, basándose en que el ser humano, en particular, es un todo substancial natural compuesto de alma y cuerpo. En última instancia, esto lleva a san Máximo a concluir que el hombre debe originarse de la generación simultánea tanto del alma como del cuerpo.
En la segunda digresión, san Máximo argumenta a favor de la posición según la cual el alma humana no puede desarrollarse a partir de un tipo preexistente de alma tras la animación. Primero, argumenta en favor de la animación misma. Su razonamiento comienza con la premisa de que aquello que está completamente desprovisto de alma está muerto e incapaz de actividad vital. Pero, sostiene, el embrión manifiesta actividad vital (crecimiento, nutrición, desarrollo orgánico). Por tanto, el embrión no está desprovisto de alma. Y así, consecuentemente, sostiene que, a menos que el embrión posea un alma racional desde el principio, el hombre no engendraría a un ser verdaderamente humano.
La tercera y última digresión refuta específicamente la animación retardada. Sus argumentos aquí son principalmente teológicos, habiendo expuesto en la digresión anterior la argumentación natural que sirve como base. Primero, presenta el punto de que el tipo de alma que porta la imagen de Dios debe ser racional e intelectual desde su origen. Pero el ser humano es creado a imagen de Dios y lo es desde el momento de la concepción. Por tanto, San Máximo concluye que el hombre debe poseer un alma racional e intelectual desde el momento de la concepción.
Además, argumenta desde la medicina de su tiempo:
Esto se demuestra por el método utilizado para sanar aquellas partes del cuerpo que han sido heridas. Pues cuando los médicos, al tratar tales heridas, encuentran áreas que han sufrido necrosis, las eliminan por medio de fármacos que consumen el tejido muerto; luego, aplican lo necesario para la regeneración y restauración de la zona dañada, ya que el cuerpo vivo posee una naturaleza capaz de regenerarse a sí misma, junto con la capacidad de restaurar y estabilizar su estado adecuado. En cambio, un cuerpo muerto es incapaz de hacer algo semejante, pues una vez muerto pierde completamente su poder vital y, por esa razón, carece de toda actividad. ¿Cómo, entonces, podría el cuerpo —que por naturaleza se disipa y disuelve fácilmente— sostenerse por sí mismo si le falta, por decirlo así, el fundamento de una potencia vivificante lógica y anterior, la cual naturalmente une y mantiene cohesiva su naturaleza disolutiva, y de la cual adquiere su ser y su forma, gracias a aquel poder que sabiamente ha formado todas las cosas con su arte? Pues en virtud de aquello que verdaderamente permanece con el cuerpo después del nacimiento, se puede decir con razón que en esa misma cosa reside indudablemente el principio de la existencia del cuerpo. Y con respecto a cualquier tipo de cuerpo que por naturaleza se disuelve al separarse de este elemento, es evidente que esta misma cosa coexistía con ese cuerpo cuando vino a la existencia por primera vez.
Durante el período medieval, aunque también se mantenía abierta la posibilidad de una animación retardada, esta opinión de san Máximo el Confesor fue seguida por San Buenaventura en el segundo libro de su Comentario a las Sentencias de Pedro Lombardo (II Sent., dist. 17, art. 1, q. 3), basándose en argumentos tanto de razón como en textos de las Escrituras:
“Parece mucho más razonable sostener que el alma fue producida inmediatamente con el cuerpo, tanto porque el alma se une al cuerpo como su perfección natural, a la cual naturalmente desea unirse, hasta el punto de que es una pena para ella estar sin él y ser separada de él; como también porque se une como motor a lo movible, de modo que sin este último no puede ni merecer ni desmerecer; y por ello no debió ser producida antes que el cuerpo, para que no fuese castigada antes de la culpa (de Adán), ni mereciera o desmereciera separadamente del cuerpo. — A esta posición no solo se adhiere la razón, sino también la autoridad de la Escritura, que dice que después de la producción y formación del hombre (Génesis 2:7) Dios sopló en él aliento de vida.”
A través de las traducciones latinas de la obra de Averroes (1126–1198), que comenzaron en el siglo XII, el legado de Aristóteles fue recuperado en Occidente. Filósofos cristianos como Tomás de Aquino (1224–1274) adoptaron en gran medida sus puntos de vista. Y como creían que el embrión temprano no tenía aún un alma humana, no consideraban necesariamente el aborto temprano como homicidio, aunque lo condenaban de todos modos.: 150  Tomás de Aquino, en su obra principal, la Summa Theologica, afirma (Parte I, cuestión 118, artículo 2 ad 2) "...que el alma intelectual es creada por Dios al final de la generación humana". Aunque Jesús puede haber sido una excepción, Tomás de Aquino sí creía que el embrión poseía primero un alma vegetativa, luego adquiría un alma sensitiva (animal), y después de 40 días de desarrollo, Dios infundía al ser humano el alma racional.
En 1588, el Papa Sixto V emitió la bula Effraenatam, que imponía la excomunión automática a quienes realizaran abortos en cualquier etapa de la gestación, además de someterlos al castigo de las autoridades civiles aplicable a los asesinos. Tres años después, al comprobar que los resultados no habían sido tan positivos como se esperaba, su sucesor, el Papa Gregorio XIV, limitó la excomunión únicamente al aborto de un feto ya formado.: 71–72 
En 1679, el Papa Inocencio XI condenó públicamente sesenta y cinco proposiciones tomadas principalmente de los escritos de Antonio Escobar y Mendoza, Hereau y otros casuistas (principalmente jesuitas, quienes ya habían sido duramente atacados por Blaise Pascal en sus Cartas provinciales), calificándolas como propositiones laxorum moralistarum (proposiciones de moralistas laxos), por considerarlas “al menos escandalosas y en la práctica peligrosas”. Prohibió a cualquier persona enseñarlas bajo pena de excomunión. Entre las proposiciones condenadas se incluían:

34. Es lícito procurar el aborto antes de la animación del feto para evitar que una joven, al ser descubierta como embarazada, sea asesinada o difamada.

Parece probable que el feto (mientras permanece en el útero) carece de alma racional y que comienza a tenerla por primera vez cuando nace; en consecuencia, debe decirse que ningún aborto constituye homicidio.

En la bula Apostolicae Sedis de 1869, el papa Pío IX revocó la excepción del feto aún no animado establecida por Gregorio XIV y restableció la pena de excomunión para los abortos cometidos en cualquier etapa del embarazo, los cuales, incluso antes de esa fecha, nunca fueron considerados como un pecado venial. Desde entonces, el derecho canónico no hace distinción alguna respecto a la excomunión según la etapa del embarazo en la que se realiza el aborto.
A pesar de la diferencia de penas eclesiásticas impuestas durante el período en que la teoría de la animación retardada fue aceptada como verdad científica, el aborto en cualquier etapa se afirma actualmente como siempre condenado por la Iglesia, y continúa siéndolo en la actualidad.
Sin embargo, en sus declaraciones oficiales, la Iglesia católica evita adoptar una posición filosófica definitiva sobre la cuestión del momento exacto en que comienza a existir un alma humana.

Esta Congregación es consciente de los debates actuales sobre el comienzo de la vida humana, sobre la individualidad del ser humano y sobre la identidad de la persona humana. La Congregación recuerda las enseñanzas contenidas en la Declaración sobre el aborto provocado:

«Desde el momento en que el óvulo es fecundado, comienza una nueva vida que no es la del padre ni la de la madre; es, más bien, la vida de un nuevo ser humano con un desarrollo propio. Nunca llegaría a ser humano si no lo fuera ya desde entonces. A esta evidencia constante […] la ciencia genética moderna aporta una valiosa confirmación. Ha demostrado que, desde el primer instante, se encuentra determinado el programa que habrá de regir lo que ese ser viviente será: un hombre, ese hombre individual con sus características propias ya bien definidas. Desde la fecundación, comienza la aventura de una vida humana, y cada una de sus grandes capacidades requiere tiempo […] para encontrar su lugar y estar en condiciones de actuar».
Esta enseñanza sigue siendo válida y se ve además confirmada —si es que hiciera falta confirmación— por los descubrimientos recientes de la ciencia biológica humana, que reconocen que en el cigoto resultante de la fecundación ya está constituida la identidad biológica de un nuevo individuo humano.
Ciertamente, ningún dato experimental puede, por sí solo, ser suficiente para llevarnos al reconocimiento del alma espiritual; sin embargo, las conclusiones de la ciencia acerca del embrión humano ofrecen una indicación valiosa para discernir, mediante el uso de la razón, una presencia personal desde el momento mismo de la primera aparición de una vida humana: ¿cómo podría un individuo humano no ser una persona humana?

El Magisterio no se ha comprometido expresamente con una afirmación de naturaleza filosófica, pero reafirma constantemente la condena moral de toda forma de aborto provocado. Esta enseñanza no ha cambiado y es inmutable.

Citando la posiblemente del siglo I Didaché y la Carta de Bernabé de aproximadamente la misma época, así como la Epístola a Diogneto y a Tertuliano, la Iglesia católica declara que «desde el siglo I, la Iglesia ha afirmado la malicia moral de todo aborto provocado. Esta enseñanza no ha cambiado y permanece inmutable. El aborto directo, es decir, el querido como fin o como medio, es gravemente contrario a la ley moral».
Incluso cuando la teoría científica dominante consideraba que el aborto temprano era la eliminación de lo que aún no era un ser humano, la condena del aborto en cualquier etapa fue a veces expresada en términos que lo equiparaban al homicidio. En coherencia con ello, el artículo de 1907 sobre el aborto en la Enciclopedia Católica afirmaba:
Los primeros cristianos son los primeros de los que se tiene registro que calificaron el aborto como asesinato de seres humanos, pues sus apologistas públicos —Atenágoras de Atenas, Tertuliano y Minucio Félix (Eschbach, "Disp. Phys.", Disp. iii)—, para refutar la calumnia de que en las ágapes se mataba a un niño y se comía su carne, apelaban a sus leyes como prohibiciones de todo tipo de asesinato, incluso el de los niños en el vientre materno. Los Padres de la Iglesia mantuvieron unánimemente la misma doctrina. En el siglo IV, el Concilio de Elvira decretó que debía negarse la comunión durante toda su vida —incluso en el lecho de muerte— a una adúltera que hubiera provocado el aborto de su hijo. El Sexto Concilio Ecuménico determinó para toda la Iglesia que quien provocase un aborto debía sufrir las mismas penas impuestas a los asesinos. En todas estas enseñanzas y disposiciones no se hace distinción entre las etapas tempranas y tardías de la gestación. Pues aunque la opinión de Aristóteles, u otras especulaciones similares sobre el momento en que el alma racional es infundida en el embrión, fue prácticamente aceptada durante muchos siglos, siempre sostuvo la Iglesia que quien destruía lo que estaba destinado a ser un hombre era culpable de destruir una vida humana.
Aunque la Iglesia católica siempre ha condenado el aborto, los cambios en las creencias acerca del momento en que el embrión adquiere un alma humana han hecho que las razones expresadas para tal condena y la clasificación del aborto dentro de los códigos del derecho canónico hayan variado a lo largo del tiempo.

### Ortodoxia oriental
La Iglesia Ortodoxa Oriental, si bien no ha dogmatizado ni el Traducionismo ni el Creacionismo (del alma), sigue la enseñanza de los Padres de la Iglesia quienes, tanto traducionistas como creacionistas, sostienen que el embrión posee alma desde la concepción. Por ejemplo, acepta los cánones del Concilio Trullano, que contienen los cánones de Basilio de Cesarea, los cuales establecen que la pena canónica por aborto es la misma que por asesinato, sin importar el grado de desarrollo del embrión (Canon 2 de Basilio).
Véase también la carta de Basilio a Anfiloquio de Iconio.

## Judaísmo
Las posturas judías sobre la animación (ensoulment) han variado. El rabino David Feldman afirma que el Talmud discute el momento de la animación, pero considera que la cuestión es irresoluble e irrelevante respecto al tema del aborto.
Al relatarse una conversación entre el rabino Judá el Príncipe, quien inicialmente decía que el alma (neshamá) entra en el cuerpo cuando el embrión ya está formado, y el emperador Antonino Pío, quien lo convenció de que el alma entra desde la concepción —interpretando que su punto estaba respaldado por 10:12—, el tratado Sanhedrín del Talmud menciona dos posturas al respecto. En otra versión del texto, la declaración inicial del rabino era que el alma ingresaba al cuerpo solo al momento del nacimiento.
Otros pasajes talmúdicos, como Yevamot 69a y Niddá 30b, han sido interpretados como señalando que la animación ocurre solo después de cuarenta días de gestación.
Estos pasajes —ya hablen de animación en la concepción o tras los cuarenta días— ubican las opiniones rabínicas dentro del contexto de la cultura grecorromana, cuyas ideas fueron integradas por los rabinos a textos bíblicos y dotadas de significado teológico.
La visión de una animación en la concepción se armoniza con ciertas narraciones rabínicas sobre actividad consciente antes del nacimiento. Sin embargo, la mayoría de los rabinos no aplicaron la palabra nefesh (alma o persona) al feto mientras permanecía en el vientre.
Durante la segunda mitad del período del Segundo Templo creció la aceptación de que el alma se une al cuerpo en el nacimiento y lo abandona en la muerte.
Una postura rabínica incluso sugería que la animación no ocurre hasta que el niño dice su primer "Amén". En realidad, los rabinos no formularon una teoría plenamente desarrollada sobre el momento o la naturaleza de la animación. Se ha sugerido que la razón por la cual no se preocuparon excesivamente por precisar el momento exacto de la animación es que el judaísmo no concibe una separación estricta entre alma y cuerpo.

## Islam
Las cuatro escuelas del islam sunita —Hanafi, Shafi‘i, Hanbali y Maliki— tienen opiniones distintas sobre el momento de la animación (ensoulment), lo cual tiene implicaciones diversas. Dos pasajes del Corán describen el proceso de desarrollo fetal:

Creamos al ser humano de una esencia de arcilla; luego lo colocamos como una gota de esperma (nutfah) en un lugar seguro; luego convertimos esa gota en algo que se adhiere (alaqah), y eso en una masa parecida a carne (mudghah); luego creamos los huesos (idhaam) y los revestimos de carne (lahm), y después le dimos otra forma. ¡Bendito sea Dios, el mejor de los creadores! (Corán 23:12–14)

Os creamos de polvo, luego de una gota de esperma (nutfah), luego algo que se adhiere (alaqah), luego una masa de carne (mudghah), ya formada o aún sin formar, para mostraros Nuestro poder. Lo que queremos, lo dejamos en el útero por un tiempo determinado, luego os hacemos nacer como niños y crecer hasta alcanzar la madurez... (Corán 22:5)

La escuela Maliki sostiene que “el feto es animado desde el momento de la concepción”, y por tanto, “la mayoría de los malikis no permite el aborto en ninguna etapa, ya que se considera que la mano de Dios está activa en la formación del feto durante todas sus etapas”. Según esta visión:

La creencia generalmente aceptada es que el aborto está prohibido en cualquier etapa del embarazo, basándose en los siguientes versículos del Corán:

“...Y no matéis a la persona que Dios ha prohibido, salvo por causa justa...” (Corán, Al-An'am 6:151).
Así, la interrupción del embarazo, incluso en sus etapas más tempranas, sin justificación médica, no está permitida (ni siquiera por razones sociales o económicas), como se establece en el Corán:

“...No matéis a vuestros hijos por temor a la pobreza: Nosotros proveeremos para ellos y para vosotros. En verdad, matarlos es un gran pecado.” (Corán, Al-Israa’ 17:31).

La escuela Hanafi sitúa la animación en el día 120 tras la concepción, aunque una opinión minoritaria sostiene que ocurre a los 40 días. Según esta postura, el aborto después de los 40 o 120 días se considera un pecado más grave.

Ciertamente, la creación de cada uno de vosotros ocurre en el vientre materno durante cuarenta días como una gota (nutfah), luego como un coágulo ('alaqah) durante un período similar, luego como una masa ('mudghah') durante un período similar, y después se envía un ángel que sopla el alma en él.

La mayoría de las escuelas, tanto tradicionales como modernas, permiten excepciones en casos que amenacen la salud o la vida de la madre.
En 2003, eruditos chiitas en Irán aprobaron el aborto terapéutico antes de las 16 semanas de gestación en circunstancias limitadas, incluidas condiciones médicas relacionadas con la salud fetal o materna.

## Hinduismo
Algunos hindúes creen que la personalidad (o condición de persona) comienza con la reencarnación, que ocurre en el momento de la concepción. Sin embargo, muchas referencias escriturales, como el Charaka Samhita —el tratado más autorizado del Ayurveda sobre la salud perfecta y la longevidad— afirman que el alma no se une al cuerpo sino hasta el séptimo mes: “el ocupante no entra en la casa hasta que la casa está terminada”, y ciertamente no durante el primer trimestre. El cuerpo físico es considerado un crecimiento biológico que pasa por constantes pruebas y ensayos reflejos mientras se desarrolla una fisiología capaz de albergar la conciencia humana.
No obstante, la flexibilidad del hinduismo permite la destrucción de embriones para salvar una vida humana, así como la investigación con células madre embrionarias en beneficio de la humanidad, cuando se utilizan blastocistos excedentes provenientes de clínicas de fertilidad.

## Jainismo
Aunque las creencias varían entre los individuos, algunos seguidores del Jainismo sostienen que las almas (llamadas jivas) o formas de vida existen ya en el espermatozoide antes de la concepción. Por ello, practicar la castidad o la abstinencia sexual puede considerarse una forma de evitar la liberación y destrucción de células espermáticas, en cumplimiento del principio de la Ahimsa (no violencia). Esta práctica está separada de la práctica más amplia del celibato en el jainismo conocida como Brahmacharya.